# Dobrosławice (województwo opolskie)
Dobrosławice (dodatkowa nazwa w j. niem. Dobroslawitz) – wieś w Polsce położona w województwie opolskim w powiecie kędzierzyńsko-kozielskim, w gminie Pawłowiczki.
W latach 1975–1998 miejscowość administracyjnie należała do ówczesnego województwa opolskiego.

## Nazwa
Według niemieckiego językoznawcy Heinricha Adamy’ego nazwa miejscowości należy do grupy nazw patronomicznych i pochodzi od staropolskiego imienia założyciela oraz pierwszego właściciela Dobrosława. W swoim dziele o nazwach miejscowości na Śląsku wydanym w 1888 roku we Wrocławiu Adamy wymienia jako najstarszą zanotowaną nazwę miejscowości Dobroslawice podając jej znaczenie "Dorf des Dobroslaw" czyli po polsku "Wieś Dobrosława".
W alfabetycznym spisie miejscowości na terenie Śląska wydanym w 1830 roku we Wrocławiu przez Johanna Knie wieś występuje pod obecnie używaną, polską nazwą Dobroslawice oraz zgermanizowaną nazwą Dobroslawitz. Ze względu na polskie pochodzenie w 1936 roku nazistowska administracja III Rzeszy zmieniła nazwę na nową, całkowicie niemiecką -Ehrenhöhe.

## Historia
Od początku XIX w. na wizerunku pieczęci gminnej przedstawiono rękę trzymającą cep. 

### Zabytki
Na terenie wsi (obecnie teren prywatny) znajduje się krzyż pokutny z XIV–XVI w., który stawiany był przez zabójcę w miejscu zbrodni.